# Красавка кавказская
Краса́вка кавка́зская (лат. Atrōpa caucāsica) — вид цветковых растений рода Красавка (Atropa) семейства Паслёновые (Solanaceae), по другой версии подвид белладонны — Atropa belladonna subsp. caucasica (Kreyer) Avet.

## Ботаническое описание
Травянистое растение высотой 90—120 см.
Цветки пурпурные, но бледнее, чем у красавки европейской (Atropa belladonna). В отличие от неё, у красавки кавказской отсутствует железистое опушение.
Все части растения ядовиты; отравление происходит при попадании их внутрь.

## Распространение
Эндемик Северного Кавказа.

## Охрана
Вид занесён в Красную книгу Республики Адыгея, Республики Дагестан, Республики Ингушетия, Краснодарского край, Республики Северная Осетия — Алания, Ставропольского края и Чеченской республики.